# 导航系统
导航系统是一种能辅助导航的计算系统。导航系统可以安装在车辆或船舶上，也可以安装在其他地方，利用无线电或其他传输信号的方式来控制车辆或船舶。